# Garcinia kola
La cola amarga, orogbo u orobó (Garcinia kola) es una especie de planta con flores nativa de África, perteneciente a la familia Clusiaceae o Guttiferae. 

## Distribución y hábitat
Se encuentra en Benín, Camerún, República Democrática del Congo, Costa de Marfil, Gabón, Ghana, Liberia, Nigeria, Senegal y Sierra Leona. Su hábitat natural son los bosques de las tierras bajas tropicales o subtropicales secos.

## Usos

### Medicina tradicional
Es utilizada en la medicina tradicional que le atribuye efectos purgantes, antiparasitarios y propiedades antimicrobianas. Las semillas se utilizan para tratar la bronquitis, infecciones de garganta, cólicos, resfriados y la tos. También es utilizado para trastornos del hígado y como un palo de mascar.

### Investigación científica
En estudios con animales Garcinia kola aumentó las actividades de las enzimas lactato deshidrogenasa y glucosa-6-fosfato deshidrogenasa.
En Gambia, es utilizada para incrementar la libido en personas de avanzada edad, debido a sus efectos estimulantes.

### Candomblé
Es utilizados además en los rituales de candomblé, en juegos adivinatorios, en peticiones para alcanzar a prosperidad y como comida ritual.

## Taxonomía
Garcinia kola fue descrita por Édouard Marie Heckel y publicado en Journal de Pharmacie et de Chimie 8: 88. 1883.
Sinonimia
- Garcinia akawaensis Spirlet
- Garcinia bergheana Spirlet
- Garcinia giadidii De Wild.[6]